# Ulugqat
| Uigurische Bezeichnung          | Uigurische Bezeichnung |
| ------------------------------- | ---------------------- |
| Arabisch-Persisch (Kona Yeziⱪ): | ئۇلۇغچات ناھىيىسى      |
| Lateinisch (Yengi Yeziⱪ):       | Uluƣqat Naⱨiyisi       |
| Chinesische Bezeichnung         |                        |
| Kurzzeichen:                    | 乌恰县                 |
| Umschrift in Pinyin:            | Wūqià Xiàn             |

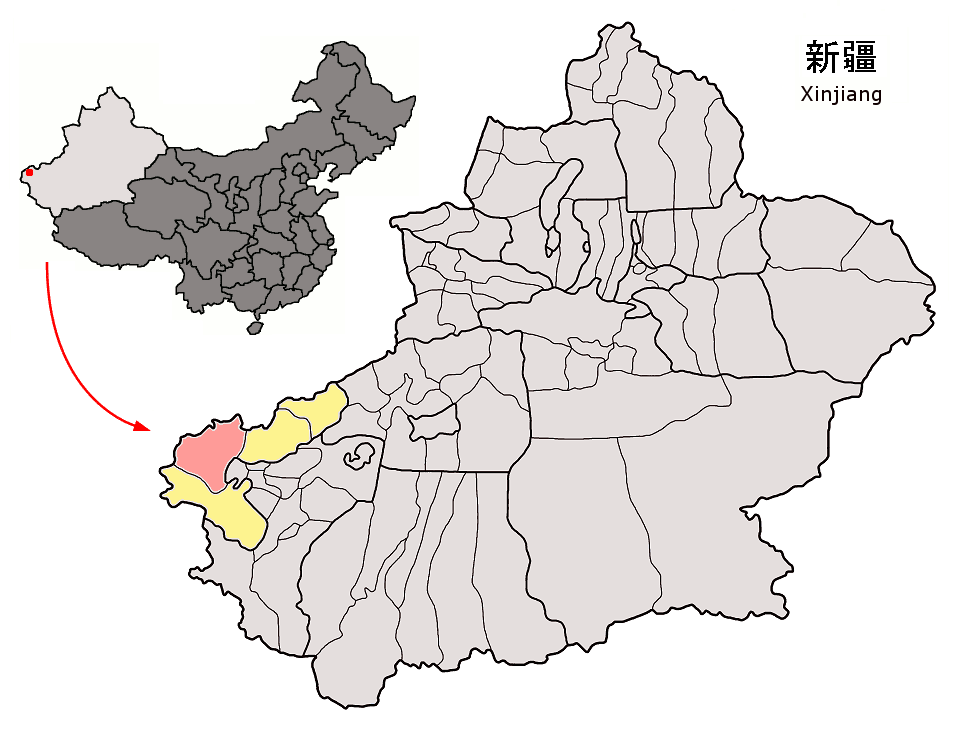
Lage von Ulugqat (rosa) im Kirgisischen Autonomen Bezirk Kizilsu (gelb)

Der Kreis Ulugqat ist ein Kreis des Kirgisischen Autonomen Bezirks Kizilsu im Südwesten des Uigurischen Autonomen Gebietes Xinjiang in der VR China. Die Fläche beträgt 19.118 Quadratkilometer und die Einwohnerzahl 47.261 (Stand: Zensus 2010). 1999 zählte Ulugqat 43.123 Einwohner.
Der Torugart-Pass überquert die Grenze zu Kirgisistan.